# Edwardsia collaris
Edwardsia collaris is een zeeanemonensoort uit de familie Edwardsiidae. De anemoon komt uit het geslacht Edwardsia. Edwardsia collaris werd in 1856 voor het eerst wetenschappelijk beschreven door Stimpson. 